# Kameanka, Apostolove
Kameanka (în ucraineană Кам`янка) este localitatea de reședință a comunei Kameanka din raionul Apostolove, regiunea Dnipropetrovsk, Ucraina.

## Demografie
Componența lingvistică a localității Kameanka
     Ucraineană (91,56%)
     Rusă (7,38%)
     Alte limbi (0,85%)
Conform recensământului din 2001, majoritatea populației localității Kameanka era vorbitoare de ucraineană (91,56%), existând în minoritate și vorbitori de rusă (7,38%).